# РИТМ-200
РИТМ-200 — Реактор с интегрированными в корпус парогенераторами, транспортный, морской, физической мощностью 200 МВт; российский транспортный водо-водяной ядерный реактор, разработанный в ОКБМ имени И. И. Африкантова. Предназначен для установки на атомных ледоколах, строящихся плавучих атомных электростанциях и атомных станциях малой мощности (АСММ).

## Конструкция
Реакторная установка (РУ) РИТМ-200 выполнена по двухконтурной схеме. Отличительной особенностью реактора являются 4 парогенератора, интегрированные в корпус активной зоны (традиционно парогенераторы делают в отдельном корпусе, соединённом с корпусом активной зоны трубопроводами теплоносителя первого контура; интегральная компоновка уменьшает материалоёмкость и габариты установки, снижает риск утечек из первого контура реактора, облегчает монтаж и демонтаж установки).
4 главных циркуляционных насоса расположены вокруг корпуса реактора.
Реактор будет обладать тепловой мощностью 175 МВт, обеспечивая мощность на валу двигательной установки 30 МВт (в транспортном варианте) или 55 МВт электрических (в энергетическом варианте).
В целях соблюдения принципа нераспространения ядерного оружия, обогащение урана ограничено 20 % (обычно 19,5%, 19,75%). Перезагрузка топлива от 7 до 10 лет, при запланированном сроке эксплуатации 40 лет.

## Применение
Впервые применен на серии атомных ледоколов проекта 22220 типа «Арктика» (ЛК-60Я). В июне 2016 года первая энергетическая установка с двумя реакторами доставлена на строительную площадку ледокола. Ледоколы в эксплуатации с 2020 года. На 2025 4 ледокола построены, 2 в постройке, еще 1 планируется.
На 2025 год известно о нескольких проектах применения реактора в разной стадии реализации:
- Реализующийся с 2022 года проект 4 плавучих АЭС с двумя реакторами на каждой для электроснабжения Чукотки (МПЭБ Баимский). Пуск первого блока предположительно 2028 год.
- Якутская АСММ с двумя реакторами. Пуск предположительно 2028 год.
- АЭС в Джизакской области Узбекистана с шестью реакторами.

Планируется строительство до 6 блоков в Киргизии. Ведутся переговоры и рассматриваются заявки о строительстве АЭС малой мощности в КНДР, Вьетнаме, Мьянме, Габоне, Уганде, Кубе и др. островных государствах.